# Chilobrachys flavopilosus
Chilobrachys flavopilosus là một loài nhện trong họ Theraphosidae.
Loài này thuộc chi Chilobrachys. Chilobrachys flavopilosus được Eugène Simon miêu tả năm 1884.